# Голованы

Голован Щекн-Итрч. Иллюстрация к повести «Жук в муравейнике», художник Е. Шеффер, 1979 г.

Голованы — вымышленная разумная раса мира Полудня, созданного братьями Стругацкими. Их родная планета — Саракш. Первый контакт между Землёй и голованами был произведён в 2157 Максимом Каммерером, а тремя годами позже были налажены полноценные дипломатические отношения между этими двумя расами (см. Лев Абалкин).
Голованы описываются в книгах «Обитаемый остров», «Жук в муравейнике» и «Волны гасят ветер».

## Описание

### Внешний вид
Голованы — киноидная (собакообразная) раса с непропорционально большими головами, что и является первопричиной её названия. Живут в норах либо заброшенных подземных помещениях — метро, бункерах. Умеют хорошо лазать по деревьям. Живут сдвоенными семьями. При рождении у щенков перепонки между пальцами. Имеют генетическую память, считают, что до появления на свет голован существует в крови своих родителей. Обладают паранормальными психическими способностями. Одно из местных названий голованов на Саракше («цзеху») переводится как «подземный житель, умеющий покорять и убивать силой своего духа» («Жук в муравейнике»).

### Технологические достижения
Несмотря на то, что по ментальным и парапсихологическим способностям голованы с лёгкостью обходят людей, их цивилизация не блистает какими-либо выдающимися технологическими достижениями, предпочитая пользоваться чужими (хотя в принципе, они прекрасно обходятся и без них).
В разговорах с землянами голованы особо подчеркивают своё презрительное и крайне холодное отношение к человеческой технологии, да и к технологиям вообще. Возможно, это потому, что техника (ядерная война на планете Саракш) погубила и изуродовала их мир.

### Происхождение
Принято считать, что голованы — результат случайной мутации местной фауны Саракша, произошедшей из-за чудовищного уровня радиации в местах их обитания. Однако некоторые источники утверждают, что раса голованов была генетически выведена местной человеческой цивилизацией с целью использовать её как оружие в грядущей войне. При этом нет никаких свидетельств о подобных опытах, проводимых местной человеческой цивилизацией вообще, и об успешных — в частности (если не считать вышеуказанной гипотезы об искусственном происхождении голованов).

### Люди и голованы
Из-за известной любви голованов к таинственности и скрытности, первый контакт с ними произошёл лишь через двенадцать лет после открытия землянами их родной планеты. Открыл голованов Максим Каммерер. Наибольший вклад в создании контакта и развитие отношений внес молодой учёный и прогрессор Лев Абалкин. Позднее он стал одним из крупнейших экспертов во всём, что касалось голованов, и даже длительное время работал в паре со Щекн-Итрчем — единственный случай столь тесного сотрудничества землянина и голована. Щекн позднее стал главой посольства своей расы на Земле (по др. данным — переводчиком миссии). В это время Максим Каммерер называет Щекна «псина-сапиенс».
Сразу же после начала дипломатических отношений, между Землёй и голованами было заключено соглашение о программе обмена знаниями (разумеется, Абалкин и тут не остался в стороне), однако к концу двадцать второго века голованы решили, что научились всему, что хотели, от людей, и примерно в 2196 году покинули их и в контакты больше не вступали. В своём интервью Борис Стругацкий пояснил, что голованы всегда стремились иметь дело с наиболее сильными цивилизациями и «переключились» в это время на люденов.

## Голованы в произведениях других авторов
В 2012 году в рамках межавторского цикла «Обитаемый остров» (в который входят современные произведения сторонних авторов, написанные по мотивам одноимённого произведения А. и Б. Стругацких, действие которых также разворачивается на Саракше), организованного издательством АСТ, был опубликован роман Фёдора Березина «Голован». Голован Дрым фигурирует как персонаж второго плана в серии о ротмистре Тооте.